# Lorenzo Bessone
Lorenzo Bessone IMC (* 3. August 1904 in Vigone; † 7. April 1976) war ein italienischer römisch-katholischer Ordensgeistlicher und Bischof von Meru.

## Leben
Lorenzo Bessone trat der Ordensgemeinschaft der Consolata-Missionare bei und empfing am 15. August 1926 das Sakrament der Priesterweihe.
Am 3. März 1954 ernannte ihn Papst Pius XII. zum ersten Bischof von Meru. Der Erzbischof von Turin, Maurilio Kardinal Fossati OSSGCN, spendete ihm am 27. Mai desselben Jahres in Turin die Bischofsweihe; Mitkonsekratoren waren der Weihbischof in Turin, Francesco Bottino, und der Bischof von Shaoguan, Michele Alberto Arduino SDB.
Bessone nahm an allen vier Sitzungsperioden des Zweiten Vatikanischen Konzils teil.